# Panzerbrigade Kurland
De Duitse Panzerbrigade Kurland was een Duitse Panzerbrigade van de Wehrmacht tijdens de Tweede Wereldoorlog. De brigade kwam alleen in actie in 1945 in de Koerland-pocket. 

## Krijgsgeschiedenis

### Oprichting
Panzerbrigade Kurland werd opgericht in januari 1945 in Koerland uit (verkennings-)eenheden van de 12e en 14e Panzerdivisies plus andere eenheden van het 16e Leger. De reden was een gebrek aan reserves nadat de 4e en 11e Panzerdivisies en de 4. SS-Polizei-Panzergrenadier-Division Koerland hadden verlaten.

### Inzet
De brigade werd meest ingezet rond Itzried-Bunka (40 km ten oosten van Liepāja (ook bekend als Libau)). De eerste grote slag was de Vijfde Koerlandslag (20 februari – 11 maart 1945), waarin de brigade in actie kwam. Niet veel later volgde de Zesde Koerlandslag (18 – 31 maart 1945). Tot eind april bleef de brigade in actie komen, als snel inzetbare reserve. Vaak opgedeeld, soms als complete eenheid. Op 15 maart beschikte de brigade over de volgende inzetbare pantservoertuigen: 1x Panzer III(lang), 1x Panzer IV, 1x PzBefw IV, 2x Marder II, 2x Hetzer

### Einde
Panzerbrigade Kurland capituleerde tezamen met de rest van Heeresgruppe Kurland op 9 mei 1945 in Koerland.

### Slagorde
- Panzerverkenningbataljon (Panzer-Aufklärungs-Abteilung) 12
- Panzerverkenningbataljon (Panzer-Aufklärungs-Abteilung) 14
- (achtergebleven) delen van de  schwere Panzer-Abteilung 510 (uitgerust met Tiger I
- Grenadier Sturmbataillon Kurland
- Panzerjäger Abteilung met 30 Jagdpanzer 38(t) Hetzer
- Armee-Panzerabteilung 16 (Beute) (=tankbataljon met buitgemaakte tanks) met 10 T-34’s
- 3./Armee-Pz.Jg.Abt. 753 (met Marder II)
- Brigade-eenheden

## Commandanten
| Rang   | Naam              | Begin         | Eind          |
| ------ | ----------------- | ------------- | ------------- |
| Oberst | Horst von Usedom  | januari 1945  | 12 april 1945 |
| Major  | Graf von Rittberg | 12 april 1945 | 9 mei 1945    |